# دیوید کارمونا (بازیکن فوتبال، زاده ۱۹۸۴)
دیوید کارمونا (انگلیسی: David Carmona؛ زادهٔ ۱۲ ژوئیهٔ ۱۹۸۴) بازیکن فوتبال اهل اسپانیا است.